# MAIET Entertainment
MAIET entertainment, Inc. est une société coréenne de développement de jeux vidéo indépendante ayant d'abord été organisée en janvier 1998 par une équipe de cinq personnes, puis fondée en mai de cette même année. Elle a notamment créé GunZ the Duel, un jeu de tir à la troisième personne dont une faille a impliqué un changement radical dans la façon de jouer. Leur premier projet fut un jeu de stratégie aérienne appelé AceSaga.
L'origine du nom MAIET vient, selon le site officiel, de "Team Innovative". La première lettre du second vocable a été ajoutée dans le premier, écrit à l'envers.